# Gustavo Help
Gustavo Arturo Help (ur. 12 października 1946 w Banfield) – argentyński duchowny katolicki, biskup Venado Tuerto od 2001.

## Życiorys
Święcenia kapłańskie otrzymał 29 grudnia 1972 i został inkardynowany do diecezji Lomas de Zamora. Był m.in. rektorem seminarium, a także delegatem biskupim ds. formacji stałej kapłanów.

### Episkopat
16 grudnia 2000 papież Jan Paweł II biskupem diecezji Venado Tuerto. Sakry biskupiej udzielił mu 19 marca 2001 biskup Lomas de Zamora - Desiderio Elso Collino. 24 marca odbył się uroczysty ingres nowego biskupa.